# Hakka (grupa etniczna)
Hakka − grupa Chińczyków Han, mówiąca językami z grupy hakka, z sinickiej rodziny języków. Kulturowo najbardziej odbiegająca od innych podgrup Chińczyków, uważająca się jednak za Hanów i tak oficjalnie klasyfikowana. Większość zamieszkuje Chińską Republikę Ludową; stanowią też ok. 12% ludności Tajwanu. Duże kolonie Hakków tworzą część chińskiej diaspory w Azji Południowo-Wschodniej.
Według spisu z 1990 roku w ChRL mieszkało ok. 38 mln. Hakków, a Międzynarodowe Stowarzyszenie Hakków oceniało światową ich populację na ok. 75 mln w 1992 roku.
Charakterystycznym typem architektury hakkańskiej są obronne domy, zwane tulou.

## Wybitni Hakkowie
- Hong Xiuquan
- Sun Jat-sen
- Deng Xiaoping
- Lee Kuan Yew
- Lee Teng-hui